# Angelo Azzimonti
Angelo Azzimonti (Trovo, 16 novembre 1909 – Milano, 31 maggio 1985) è stato un calciatore e allenatore di calcio italiano, di ruolo attaccante.

## Caratteristiche tecniche
Giocò nel ruolo di ala sinistra.

## Carriera
Dopo gli esordi nel Varese e nella Pro Patria, giocò in Serie A con la Sampierdarenese.
Militò poi nuovamente nella Pro Patria, nella Redaelli di Milano e nel Cuneo.

## Palmarès

### Club

#### Competizioni nazionali
- Prima Divisione: 1

Vigevano: 1930-1931